# 宮庄経友
宮庄 経友（みやのしょう つねとも）は、戦国時代の武将。安芸国国人・吉川氏の一門。父は吉川氏9代当主・吉川経信。

## 生涯
吉川氏9代当主・吉川経信の次男として生まれ、安芸国山県郡宮庄の地頭を務めた宮庄親長（周防親長）の名跡を継いで宮庄氏を名乗る。
勇猛で知られる吉川氏の一族である経友は、その名に恥じぬ猛将であったとされており、永正14年（1517年）、武田元繁が吉川領である有田城へ攻撃を行った有田中井手の戦いにおいては、吉川軍主力を率いて有田城周辺に援軍として参陣。同年10月22日、毛利元就が率いる毛利軍と協力して武田軍に対抗し、経友は武田軍に猛攻を仕掛け、中井手において武田軍の勇将・熊谷元直を討ち取った。
また、年不詳だが、安芸国山県郡宮庄に氏神として宮庄八幡神社を創建したと伝えられている。
永正18年（1521年）1月16日に死去。嫡男の宮庄基友が後を継いだ。
その後、経友の娘が経友の兄・吉川之経の玄孫にあたる吉川興経に嫁ぎ、藤姓吉川氏最後の嫡流である千法師を産んでいる。
なお、『陰徳記』では、毛利元就の次男・吉川元春による吉川氏相続の話が持ち上がった際に、吉川興経の隠居に反対した人物として江田宮内少輔、二宮俊実、朝枝経道らと共に宮庄経友・備前守（基友）父子の名前も挙げられており、天文19年（1550年）に元春が吉川氏を相続した際に興経への加担を理由として父子共に所領を没収され、後に宮庄の苗字も名乗る福原元正に与えられたとしている。
その後の宮庄氏は、天正5年（1577年）初頭に吉川元春の三男である吉川経言（後の吉川広家）が相続して一時「宮庄次郎五郎経言」と名乗った後、熊谷直清の子である宮庄春真・家正父子が継ぎ、岩国領主吉川氏の家老として続いた。